# AP-1
AP-1, en el camp de la biologia molecular, la proteïna activadora 1 (AP-1) és un factor de transcripció heterodimèric compost per proteïnes pertanyents a les famílies de c-Fos, c-Jun, ATF i JDP. Està implicada en la regulació de l'expressió de gens relacionats amb la resposta a diversos estímuls, com ara citocines, factors de creixement, estrès cel·lular,  i infeccions virals o bacterianes. AP-1 controla, així, diversos processos cel·lulars incloent diferenciació, proliferació i apoptosi.
AP-1 presenta la capacitat d'activar la transcripció dels gens que contenen elements de resposta a 12-O-tetradecanoilforbol-13-acetat (TPA), caracteritzats per la seqüència 5'-TGAG/CTCA-3'. AP-1 s'uneix a l'ADN per mitjà d'una regió de la seva seqüència formada per una cremallera de leucina.